# Radical 137
Le radical 137, qui signifie le bateau, est un des 29 des 214 radicaux chinois répertoriés dans le dictionnaire de Kangxi composés de six traits.
Le caractère Unicode de 舟 est 821B.

## Caractères avec le radical 137
| nombre de traits          | caractères                             |
| ------------------------- | -------------------------------------- |
| Sans trait supplémentaire | 舟                                     |
| 2 traits supplémentaires  | 舠                                     |
| 3 traits supplémentaires  | 舡 舢 舣 舤                            |
| 4 traits supplémentaires  | 舥 舦 舧 舨 舩 航 舫 般 舭 舮 舯 舰 舱 |
| 5 traits supplémentaires  | 舲 舳 舴 舵 舶 舷 舸 船 舺 舻          |
| 6 traits supplémentaires  | 舼 舽 舾 舿                            |
| 7 traits supplémentaires  | 艀 艁 艂 艃 艄 艅 艆 艇 艈 艉          |
| 8 traits supplémentaires  | 艊 艋 艌 艍                            |
| 9 traits supplémentaires  | 艎 艏 艐 艑 艒 艓 艔                   |
| 10 traits supplémentaires | 艕 艖 艗 艘 艙                         |
| 11 traits supplémentaires | 艚 艛 艜 艝                            |
| 12 traits supplémentaires | 艞 艟 艠                               |
| 13 traits supplémentaires | 艡 艢 艣 艤 艥                         |
| 14 traits supplémentaires | 艦 艧 艨 艩                            |
| 15 traits supplémentaires | 艪                                     |
| 16 traits supplémentaires | 艫                                     |
| 17 traits supplémentaires | 艬                                     |
| 18 traits supplémentaires | 艭                                     |